# Seznam postav seriálu Star Trek: Stanice Deep Space Nine
Toto je seznam hlavních a některých vedlejších postav, které se objevují v seriálu Star Trek: Stanice Deep Space Nine (1993–1999).

## Hlavní postavy
Pozn.: Barevně v souladu s uniformami je označeno zařazení postav: červená – velení, modrá – vědecká a lékařská sekce, žlutá – technická sekce a bezpečnost, tmavě červená – velení Bajorské milice, hnědá – bezpečnost Bajorské milice, šedá – civilisté. 
| | Jméno            | Pozice | Rasa         | Herec           | Poprvé |
| --- | ---------------- | ------ | ------------ | --------------- | ------ |
| Benjamin Sisko | velící důstojník | člověk | Avery Brooks | „Poslání 1 & 2“ |        |
| Benjamin Sisko je důstojníkem Hvězdné flotily, který je pověřen velením stanice Deep Space Nine. Na počátku seriálu je truchlícím vdovcem (jeho ženu zabili Borgové při bitvě u Wolf 359) a otcem teenagera Jakea. Spolu s Jadzií Dax objeví bajorskou červí díru, kterou Bajorané považují za domov Proroků, svých bohů a ochránců. Bajorané prohlásí Siska za „Vyslance Proroků“ a tato vysoká náboženská funkce je mu zpočátku nepříjemná. Za příkladné velení je na konci 3. řady povýšen z komandéra na kapitána a stává se klíčovou postavou sil Federace v boji proti Dominionu. |                  |        |              |                 |        |

| | Jméno           | Pozice  | Rasa            | Herec           | Poprvé |
| --- | --------------- | ------- | --------------- | --------------- | ------ |
| Kira Nerys | první důstojník | Bajoran | Nana Visitorová | „Poslání 1 & 2“ |        |
| Kira Nerys je důstojnicí Bajorské milice, dříve byla partyzánskou bojovnicí během okupace Bajoru Cardassiany. Nyní působí na stanici jako bajorský styčný důstojník a jako Siskův první důstojník. Zpočátku je podezřívavá vůči skutečným úmyslům Federace s její planetou, ale postupně se naučí zbytku posádky důvěřovat. Jako většina Bajoranů je hluboce věřící a tak ji připadá nevhodné, aby její velitel byl „Vyslanec“. |                 |         |                 |                 |        |

| | Jméno               | Pozice           | Rasa             | Herec           | Poprvé |
| --- | ------------------- | ---------------- | ---------------- | --------------- | ------ |
| Odo | velitel bezpečnosti | Tvůrce (měňavec) | René Auberjonois | „Poslání 1 & 2“ |        |
| Konstábl Odo je nepodplatitelný velitel bezpečnosti na stanici. Je měňavec, má schopnost změnit se v jakýkoli tvar nebo věc. Byl nalezen v pásu Denorius Cardassiany, kteří ho přivezli na Bajor (tehdy Cardassiany okupovaný). Vyrůstal v laboratoři pod dohledem bajorského vědce jménem Mora Pol. Odo touží nalézt další svého druhu, ale když se mu to nakonec podaří, je nemile překvapen, že jde o nelítostné vládce gamma kvadrantu, tzv. Tvůrce (též Zakladatele). |                     |                  |                  |                 |        |

| | Jméno        | Pozice | Rasa             | Herec           | Poprvé |
| --- | ------------ | ------ | ---------------- | --------------- | ------ |
| Julian Bashir | vrchní lékař | člověk | Alexander Siddig | „Poslání 1 & 2“ |        |
| Julian Bashir je vrchní lékařem na stanici. Je sice člověk, ale jeho rodiče ho nechali jako dítě nezákonně geneticky vylepšit, protože nedokázal udržet krok s vrstevníky. Přestože není příliš taktní, naváže přátelství s několika obyvateli stanice, především z náčelníkem Milesem O'Brienem a Cardassianem Garakem. |              |        |                  |                 |        |

| | Jméno                          | Pozice | Rasa             | Herec           | Poprvé |
| --- | ------------------------------ | ------ | ---------------- | --------------- | ------ |
| Jadzia Dax | vědecký důstojník (1.–6. řada) | Trill  | Terry Farrellová | „Poslání 1 & 2“ |        |
| Jadzia je vědeckým důstojníkem na stanici. Pochází z rasy Trillů, svůj život a myšlenky sdílí s dlouhověkým symbiontem zvaným Dax, který dosud prožil sedm životů ve spojení s předchozími hostiteli. Posledním byl Curzon, který byl blízkým přítelem a učitelem Benjamina Siska. Jadzia naváže vztah s Worfem, za kterého se také provdá. Na konci 6. řady seriálu zabije Jadzii posedlý gul Dukat. |                                |        |                  |                 |        |

| | Jméno               | Pozice | Rasa              | Herec          | Poprvé |
| --- | ------------------- | ------ | ----------------- | -------------- | ------ |
| Ezri Dax | poradkyně (7. řada) | Trill  | Nicole de Boerová | „Tvář v písku“ |        |
| Ezri Dax se objevila v seriálu po náhlém odchodu Jadzie a je dalším hostitelem symbiontu Dax. Jelikož na tuto úlohu nebyla připravená ani vycvičená, často je frustrována tím, co život se symbiontem obnáší, včetně vzpomínek na osm životů předchozích hostitelů. Potýká se s city k Worfovi, které má ze vzpomínek Jadzie, a vlastními city k doktoru Bashirovi. |                     |        |                   |                |        |

| | Jméno                                                                   | Pozice  | Rasa         | Herec                   | Poprvé |
| --- | ----------------------------------------------------------------------- | ------- | ------------ | ----------------------- | ------ |
| Worf | strategický operační důstojník první důstojník USS Defiant (4.–7. řada) | Klingon | Michael Dorn | „Cesta válečníka 1 & 2“ |        |
| Worf přichází na stanici na začátku 4. řady seriálu (předtím působil jako bezpečnostní důstojník na USS Enterprise-D) po vypuknutí krátkého konfliktu mezi Federací a Klingonskou říší a stává se Siskovým důstojníkem pro strategické operace a později i styčným důstojníkem Klingonské říše. Ožení se s Jadzií Dax. |                                                                         |         |              |                         |        |

| | Jméno                        | Pozice | Rasa        | Herec           | Poprvé |
| --- | ---------------------------- | ------ | ----------- | --------------- | ------ |
| Miles O'Brien | náčelník operačního oddělení | člověk | Colm Meaney | „Poslání 1 & 2“ |        |
| Miles O'Brien je technikem, náčelníkem operačního oddělení, které udržuje stanici plnou nekompatibilní cardassijské technologie v chodu. Je ženatý s botaničkou Keiko, se kterou má dceru Molly a později syna Kirayoshiho. O'Brien naváže přátelství s doktorem Bashirem, se kterým chodí hrát šipky nebo simulátoru. Předtím převelením na Deep Space Nine působil jako technik a vedoucí transportérů na USS Enterprise-D, takže občas s Worfem vzpomíná na staré časy pod velením kapitána Picarda. |                              |        |             |                 |        |

| | Jméno                                     | Pozice | Rasa          | Herec           | Poprvé |
| --- | ----------------------------------------- | ------ | ------------- | --------------- | ------ |
| Jake Sisko | student (1.–5. řada) novinář (5.–7. řada) | člověk | Cirroc Lofton | „Poslání 1 & 2“ |        |
| Jake je syn velitele stanice Benjamina Siska. Rozhodl se ale nejít ve stopách svého otce, chce být spisovatelem a novinářem. Zpočátku bojuje s představou života na staré cardassijské vesmírné stanici, ale nakonec si zvykne. Spřátelí se Ferengem Nogem, který je jediný obyvatel Deep Space Nine podobného věku. Nakonec se stane reportérem Federační tiskové agentury a na stanici zůstává i při její dočasné okupaci Dominionem. |                                           |        |               |                 |        |

| | Jméno                 | Pozice | Rasa            | Herec           | Poprvé |
| --- | --------------------- | ------ | --------------- | --------------- | ------ |
| Quark | majitel baru a barman | Fereng | Armin Shimerman | „Poslání 1 & 2“ |        |
| Quark je majitel baru, centra zábavy na stanici (jsou zde jediné simulátory na Deep Space Nine, které pronajímá zákazníkům). Jako většina příslušníků jeho rasy (s výjimkou jeho bratra Roma) je mimořádně chamtivý a ochotný udělat cokoli pro získání latinia (včetně pašování nebo nelegálního prodeje zbraní), kvůli čemuž je téměř neustále v konfliktu s konstáblem Odem. Během seriálu však Quark při několika příležitost ukáže jisté morální kvality a dá přednost záchraně životů před finančním obohacením. |                       |        |                 |                 |        |

## Vedlejší postavy
| Jméno             | Rasa                     | Herec                                                                         | Popis                                                                          |
| ----------------- | ------------------------ | ----------------------------------------------------------------------------- | ------------------------------------------------------------------------------ |
| Bareil Antos      | Bajoran                  | Philip Anglim                                                                 | bajorský vedek (duchovní)                                                      |
| Broik             | Fereng                   | David B. Levinson                                                             | číšník v baru U Quarka                                                         |
| Brunt             | Fereng                   | Jeffrey Combs                                                                 | likvidátor, protivník Quarka                                                   |
| Damar             | Cardassian               | Casey Biggs                                                                   | cardassijský velitel                                                           |
| Dukat             | Cardassian               | Marc Alaimo                                                                   | cardassijský velitel, velitel stanice Terok Nor za okupace                     |
| Michael Eddington | člověk                   | Kenneth Marshall                                                              | bezpečnostní důstojník na Deep Space Nine, později vůdce Makistů               |
| Vic Fontaine      | hologram                 | James Darren                                                                  | zpěvák a bavič v holografickém programu                                        |
| Elim Garak        | Cardassian               | Andrew Robinson                                                               | civilista (krejčí) na stanici Deep Space Nine, bývalý agent Obsidiánského řádu |
| Gor               | Breen                    | Todd Slayton                                                                  | velitel breenských vojsk                                                       |
| Gowron            | Klingon                  | Robert O'Reilly                                                               | kancléř Klingonské říše                                                        |
| Ishka             | Fereng                   | Andrea Martinová (1995) Cecily Adamsová (1997–1999)                           | matka Quarka a Roma                                                            |
| Kor               | Klingon                  | John Colicos                                                                  | slavný klingonský bojovník, přítel Daxe                                        |
| Leeta             | Bajoran                  | Chase Mastersonová                                                            | dabo dívka v baru U Quarka                                                     |
| Maihar'du         | Hupyrian                 | Tiny Ron                                                                      | sluha naguse Zeka                                                              |
| Martok            | Klingon                  | J. G. Hertzler                                                                | klingonský generál, velitel klingonských vojsk během války s Dominionem        |
| Morn              | Lurian                   | Mark Allen Shepherd                                                           | mlčenlivý štamgast Quarkova baru                                               |
| M'Pella           | ?                        | Cathy DeBuonová                                                               | dabo dívka v baru U Quarka                                                     |
| Nog               | Fereng                   | Aron Eisenberg                                                                | syn Roma, později první Fereng, který vstoupil do Hvězdné flotily              |
| Keiko O'Brienová  | člověk                   | Rosalind Chaová                                                               | botanička, manželka Milese O'Briena                                            |
| Molly O'Brienová  | člověk                   | Hana Hataeová                                                                 | dcera Keiko a Milese O'Brienových                                              |
| Opaka             | Bajoran                  | Camille Saviolaová                                                            | kai, nejvyšší bajorská duchovní v úvodu seriálu                                |
| Rom               | Fereng                   | Max Grodénchik                                                                | bratr Quarka a otec Noga, číšník v baru u Quarka, později staniční technik     |
| William Ross      | člověk                   | Barry Jenner                                                                  | admirál Hvězdné flotily, velitel spojených sil v bitvě o Cardassii             |
| Shakaar Edon      | Bajoran                  | Duncan Regehr                                                                 | bývalý bajorský partyzán, nyní premiér Bajoru                                  |
| Joseph Sisko      | člověk                   | Brock Peters                                                                  | otec Benjamina Siska, majitel restaurace U Siska v New Orleans                 |
| Sarah Sisková     | člověk                   | Deborah Laceyová                                                              | biologická matka Benjamina Siska a první manželka Josepha Siska                |
| Luther Sloan      | člověk                   | William Sadler                                                                | tajný agent Sekce 31                                                           |
| Enabran Tain      | Cardassian               | Paul Dooley                                                                   | bývalý velitel Obsidiánského řádu, otec Elima Garaka                           |
| Tora Ziyal        | ½ Cardassian a ½ Bajoran | Cyia Battenová (1995–1996) Tracy Middendorfová (1996) Melanie Smithová (1997) | dcera Dukata                                                                   |
| Lwaxanna Troi     | Betazoid                 | Majel Barrettová                                                              | velvyslankyně                                                                  |
| vůdkyně Tvůrců    | Tvůrce (měňavec)         | Salome Jensová                                                                | představitelka vůdců Dominionu                                                 |
| Weyoun            | Vorta                    | Jeffrey Combs                                                                 | velitel dominionských sil v alfa kvadrantu                                     |
| Winn Adami        | Bajoran                  | Louise Fletcherová                                                            | vedek a později kai, nejvyšší bajorská duchovní                                |
| Kasidy Yatesová   | člověk                   | Penny Johnsonová                                                              | kapitánka nákladní lodi, později manželka Benjamina Siska                      |
| Zek               | Fereng                   | Wallace Shawn                                                                 | velký nagus, vůdce Ferengské aliance                                           |